# Hans Pemmer
Hans Pemmer (* 22. Juli 1886 in Wien; † 5. Mai 1972 ebenda) war ein österreichischer Lehrer und Heimatforscher. Er gründete das erste Wiener Bezirksmuseum und das Pratermuseum und setzte sich für die Erhaltung des Sankt Marxer Friedhofs ein.

## Lehrer und Heimatforscher
Hans Pemmer war Lehrer, später auch Direktor an einer Hauptschule in Wien, bis er 1938 aus politischen Gründen frühpensioniert wurde. Schon während seiner Zeit als Pädagoge befasste er sich intensiv mit Heimatforschung, sein primäres Interesse galt stets seiner Heimatstadt Wien. Er verfasste im Laufe der Jahrzehnte mehrere hundert Publikationen, hauptsächlich zum Thema Heimatgeschichte und Wien, unter anderem Bücher über die Wiener Friedhöfe und den Prater. Er zählte auch zu den Kulturpublizisten der Wiener Zeitung.
Der Sankt Marxer Friedhof, letzter erhaltener Biedermeierfriedhof Wiens, verdankt seine Erhaltung und Weiterführung als Parkanlage vor allem dem Einsatz von Hans Pemmer. In der Zwischenkriegszeit gelang es ihm, die Wiener Behörden von der Erhaltungswürdigkeit des Friedhofs zu überzeugen, so dass dieser unter Denkmalschutz gestellt und 1937 als Park eröffnet wurde. Nach dem Zweiten Weltkrieg war es erneut Pemmer, der – teils eigenhändig – dafür sorgte, dass der durch Bombentreffer in Mitleidenschaft gezogene Friedhof wiederhergestellt wurde.

## Bezirksmuseen und Pratermuseum
Nachdem Pemmer 1923 zusammen mit Karl Hilscher das erste Wiener Bezirksmuseum in Meidling gegründet hatte, unterstützte er die Gründung weiterer Bezirksmuseen in anderen Wiener Gemeindebezirken. Auf sein Wirken hin wurden 1934 die Bezirksmuseen Simmering, Hernals und Favoriten eröffnet. Die Idee des Bezirksmuseums wurde nach und nach von den anderen Bezirken, aber auch Bezirksteilen aufgegriffen und schuf in der Bevölkerung Interesse für die Bezirksgeschichte. Nachdem Pemmer bereits vor dem Zweiten Weltkrieg im Bezirksmuseum Landstraße mitzuarbeiten begonnen hatte, wurde ihm 1949 dessen Leitung übertragen. 1945 wurde die „Arbeitsgemeinschaft der Wiener Heimatmuseen“ gegründet, deren Leiter Hans Pemmer 1949 wurde und bis 1960 blieb. Diese Arbeitsgemeinschaft hatte zum Ziel, jedem Bezirk ein Bezirksmuseum zu widmen. Dies gelang jedoch erst seinem Nachfolger Ludwig Sackmauer in den 1960er Jahren.
1933 gründete Hans Pemmer in seiner Wohnung das „Pratermuseum“, das einen Einblick in die Geschichte des größten Vergnügungsparks Wiens, des Wurstelpraters, geben sollte. Er schenkte die Sammlung 1964 der Stadt Wien, die das Pratermuseum gemeinsam mit dem neuen Wiener Planetarium in einem 1964 eröffneten Neubau neben dem Riesenrad an der Hauptallee des Praters unterbrachte.
Er ruht in einem ehrenhalber gewidmeten Grab auf dem Wiener Zentralfriedhof (Gruppe 40, Nummer 5).

## Ehrungen
- 1949 Vorsitzender der „Arbeitsgemeinschaft der Wiener Heimatmuseen“ (bis 1960)
- 1955: Mozartmedaille durch die Mozartgemeinde Wien[2]
- 1956 Ehrenmedaille der Bundeshauptstadt Wien und Verleihung des Professorentitels
- 1963 Silbernes Ehrenzeichen für Verdienste um die Republik Österreich
- 1966 Ehrenmitgliedschaft beim „Alterthums-Verein zu Wien“ der Stadt Wien
- 1967 Preis der Stadt Wien für Volksbildung
- 1971 Goldenes Ehrenzeichen für Verdienste um das Land Wien
- 1997 Benennung des Hans-Pemmer-Wegs beim Pratermuseum im 2. Bezirk
- 2016 Benennung des Hans-Pemmer-Parks nördlich des Sankt Marxer Friedhofs

## Werke (Auswahl)
- Der Wiener Zentralfriedhof. Seine Geschichte und seine Denkmäler. Österreichischer Schulbücherverlag, Wien 1924.
- Der Wiener Prater einst und jetzt. zusammen mit Ninni Lackner. Jugend und Volk, Wien 1935.
- Der Friedhof zu St. Marx in Wien. Seine Toten, seine Grabdenkmäler. Amt für Kultur und Volksbildung, Wien 1959.
- Schriften zur Heimatkunde Wiens. Jugend und Volk, Wien 1969.
- Der Prater. Von den Anfängen bis zur Gegenwart. Jugend und Volk, Wien 1974, ISBN 3-7141-6210-0.